# Gas neural
El gas neural és una xarxa neuronal artificial, inspirada en el mapa autoorganitzat i introduïda el 1991 per Thomas Martinetz i Klaus Schulten. El gas neural és un algorisme senzill per trobar representacions de dades òptimes basades en vectors de característiques. L'algorisme es va encunyar "gas neural" a causa de la dinàmica dels vectors de característiques durant el procés d'adaptació, que es distribueixen com un gas dins l'espai de dades. S'aplica quan la compressió de dades o la quantificació vectorial és un problema, per exemple , el reconeixement de la veu, el processament d'imatges o el reconeixement de patrons. Com a alternativa sòlidament convergent a l'agrupament de k-means, també s'utilitza per a l'anàlisi de clúster.
Donada una distribució de probabilitat {\displaystyle P(x)} de vectors de dades {\displaystyle x} i un nombre finit de vectors de característiques {\displaystyle w_{i},i=1,\cdots ,N}.
Amb cada pas de temps {\displaystyle t}, un vector de dades {\displaystyle x} escollit a l'atzar {\displaystyle P(x)} es presenta. Posteriorment, l'ordre de distància dels vectors de característiques al vector de dades donat {\displaystyle x} està determinat. Deixar {\displaystyle i_{0}} denoteu l'índex del vector característica més proper, {\displaystyle i_{1}} l'índex del segon vector característica més proper, i {\displaystyle i_{N-1}} l'índex del vector de característiques més distant {\displaystyle x}. A continuació, cada vector de característiques s'adapta segons{\displaystyle w_{i_{k}}^{t+1}=w_{i_{k}}^{t}+\varepsilon \cdot e^{-k/\lambda }\cdot (x-w_{i_{k}}^{t}),k=0,\cdots ,N-1}amb {\displaystyle \varepsilon } com la mida del pas d'adaptació i {\displaystyle \lambda } com rang de veïnatge. {\displaystyle \varepsilon } i {\displaystyle \lambda } es redueixen amb l'augment {\displaystyle t}. Després de molts passos d'adaptació, els vectors de característiques cobreixen l'espai de dades amb un error de representació mínim.
El pas d'adaptació del gas neural es pot interpretar com un descens de gradient en una funció de cost. Adaptant no només el vector de característiques més properes, sinó tots ells amb una mida del pas que disminueix amb l'augment de l'ordre de la distància, es pot aconseguir una convergència de l'algorisme molt més robusta en comparació amb l'agrupament de k-means (en línia). El model de gas neural no elimina un node i tampoc crea nous nodes.